# Chřiby
Chřiby (513.2*; niem. Marsgebirge) – pasmo górskie w południowych Morawach. Należą do łańcucha Karpat Środkowomorawskich w Zewnętrznych Karpatach Zachodnich.
Pasmo Chřibów ma około 35 km długości, do 10 km szerokości i 335 km² powierzchni. Rozciąga się łagodnym łukiem z południowego zachodu, od okolic miasta Kyjov, na północny wschód, do okolic miasta Kromieryż. Od zachodu Chřiby graniczą z niższymi pasmami Pogórza Litenczyckiego i Lasu Żdanickiego, na południu przechodzą w Pogórze Kyjowskie. Obniżenie Górnomorawskie na północy i dolina Morawy na wschodzie dzielą Chřiby od równoległych pasm górskich należących do sąsiedniego łańcucha Bielaw. Najwyższe wzniesienie to Brdo (587 m n.p.m.) w centralnej części pasma. Chřiby dzieli się na dwie części: Pogórze Halenkowickie (Halenkovická vrchovina) i Pogórze Stupawskie (Stupavská vrchovina).
Chřiby są zbudowane z paleogeńskich piaskowców, iłowców i zlepieńców współtworzących flisz karpacki (magurski). Charakterystyczne dla Chřibów są skałki na szczytach wzniesień. Chřiby w całości leżą w zlewni Morawy. Pokryte są przeważnie lasami liściastymi, głównie bukowymi i dębowo-grabowymi ze sztucznymi nasadzeniami świerka. Występują tu ropa naftowa i gaz ziemny.
Chřiby były zasiedlone już w paleolicie (20-40 tysięcy lat temu) i w epoce brązu (2,7–3 tys. lat temu). Znaleziono tu pozostałości z okresu Wielkich Moraw (u podnóża Chřibów leży wieś Velehrad, którą ludowa tradycja identyfikuje z jednym z głównych ośrodków Wielkich Moraw, na co jednak brak dowodów). Chřiby leżały na szlaku handlowym znad Adriatyku nad Bałtyk, wobec czego już we wczesnym średniowieczu zaczęto tu budować umocnienia strzegące tego szlaku. Działało tu również kilka klasztorów.
Wraz z pozostałymi pasmami Karpat Środkowomorawskich Chřiby dzielą regiony etnograficzne Haná na północy i Slovácko na południu.
Nazwa „Chřiby” pochodzi albo od staroczeskiego słowa chřib – „pagórek”, albo jeszcze od praindoeuropejskiego rdzenia grib- / hrib- – „skała, pagórek”. Nazwa niemiecka pochodzi od tłumaczenia na staroniemiecki – Mar – zniekształconej nazwy gór Hřebec (cz. „ogier”).
W Chřibach znajdują się dwa obszary chronionego krajobrazu (Přírodní park Chřiby i Přírodní park Stříbrnické paseky), kilka rezerwatów oraz kilkanaście pomników przyrody.